# Arsi

Localização de Arsi na Etiópia.

Arsi é uma região nos planaltos da Etiópia, antes conhecida como província e após 1995 denominada como zona, pela nova constituição etíope.
Com capital em Asella, a região foi assim batizada por um subgrupo dos Oromas, antigo povo habitante do lugar, basicamente composto por pastores nômades.
Na antiga província nasceram alguns dos maiores atletas olímpicos do país, como Haile Gebrselassie e Kenenisa Bekele.